# الدوري القطري 1986–87
إحصائيات دوري نجوم قطر في موسم 1986-87.

## نظرة عامة
حقق السد لقب البطولة.